# بوریسلاو دیچف
بوریسلاو دیچف (بلغاری: Борислав Дичев؛ زادهٔ ۲۸ ژوئن ۱۹۷۹) بازیکن فوتبال اهل بلغارستان است.
از باشگاه‌هایی که در آن بازی کرده است می‌توان به اشاره کرد.
وی همچنین در تیم ملی فوتبال زیر ۲۱ سال بلغارستان بازی کرده است.